# Balkashino
Balkashino (en kazajo: Балкашин, Balkashin) es un pueblo en el centro-norte de Kazajistán. Es la sede del distrito Sandyktau en la provincia de Akmolá.